# Dây giun nhỏ
Dây giun nhỏ (danh pháp khoa học: Quisqualis conferta) là một loài thực vật có hoa trong họ Trâm bầu. Loài này được (Jack) Exell miêu tả khoa học đầu tiên năm 1931.